# Theodosius Harnack
Theodosius Harnack (ur. 3 stycznia 1817 w Sankt Petersburgu, zm. 23 września 1889 w Dorpacie) – niemiecki teolog luterański.
Theodosius Harnack w 1834 roku rozpoczął studia teologiczne na Uniwersytecie Dorpackim. W 1837 opuścił Dorpat i, po przepracowaniu jakiegoś czasu jako prywatny nauczyciel u pewnej rodziny szlacheckiej, dokończył studia w Berlinie, Bonn i Erlangen. Po powrocie do Dorpatu, w 1847 roku został profesorem nadzwyczajnym teologii praktycznej, a następnego roku – profesorem zwyczajnym. W późniejszym okresie był profesorem teologii systematycznej. Dodatkowo, od 1847 roku, był uniwersyteckim kaznodzieją. Przewodniczył komitetowi synodu Liwonii, przyczynił się do reformy liturgii w tej prowincji. Opowiadał się za ortodoksją luterańską w konflikcie z braćmi morawskimi. W 1853 roku został zaproszony do Erlangen, skąd powrócił do Dorpatu w 1866 roku. W 1875 roku przeszedł na emeryturę, podczas której napisał swe największe dzieła teologiczne. 
Jednym z jego synów był teolog Adolf Harnack.

## Dzieła
- Die Grundbekenntnisse der evangelisch-lutherischen Kirche, 1845
- Der christliche Gemeindegottesdienst im apostolischen und altkatholischen Zeitalter, 1854
- Der Kleine Katechismus M. Luthers in seiner Urgestalt kritisch untersucht und herausgegeben, 1856
- Die lutherischen Kirche Livlands und die Herrnhuter Brüdergemeine, 1860;
- Die Kirche, ihr Amt, ihr Regiment, 1862
- Luthers Theologie mit besonderer Beziehung auf seine Versöhnungs- und Erlösungslehre I, 1862; II, 1886
- Die freie lutherische Volkskirche, 1870
- Liturgische Formulare zur Vervollständigung und Revision der Agende für die evangelische Kirche in Rußland, 1872-74
- Praktische Theologie, 2 tomy, 1877/1878
- Katechetik und Erklärung des Kleinen Katechismus Luthers, 2 tomy, 1882
- Über den Kanon und die Inspiration, 1885.